# August Förster (Mediziner)
Johann Theodor August Förster (* 8. Juli 1822 in Weimar; † 15. März 1865 in Würzburg) war ein deutscher Mediziner, Pathologe und Hochschullehrer.

## Leben
August Förster wurde zunächst als Zeichner ausgebildet und studierte dann von 1841 bis 1845 Medizin an der Universität Jena, wo er promoviert wurde. Anschließend war er als Assistenzarzt in Halle a.d. Saale und Jena tätig. 1849 habilitierte er sich in Jena und wurde dort Privatdozent für Pathologische Anatomie. Er veröffentlichte 1850 sein erfolgreiches Lehrbuch der pathologischen Anatomie. Für dieses Lehrbuch fertigte er eine Vielzahl von Zeichnungen selbst an.
Vor diesem Hintergrund erhielt er 1852 eine außerordentliche Professur an der Universität Göttingen, der 1858 ein Ruf an die Universität Würzburg als Nachfolger Virchows als Ordinarius für Pathologische Anatomie folgte. Da die Professur für Pathologie und Pathologische Anatomie seinerzeit mit der für das Fach Geschichte der Medizin verbunden war, unterrichtete Förster, ab 1863 als Ordinarius für Geschichte der Medizin, auch Medizingeschichte. Förster starb 1865 an einer Lungenerkrankung. Sein Nachfolger wurde Friedrich Daniel von Recklinghausen.

## Veröffentlichungen
- De embryone ovi humani secundo graviditatis mense per abortum ex utero extrusi. Landes-Industrie-Comptoir,  Weimar 1845 (Jena, Univ., Med. Diss., 1845).
- Lehrbuch der pathologischen Anatomie. Mauke, Jena 1850.
- Handbuch der pathologischen Anatomie. 2 Bde., Leopold Voss, Leipzig 1854–1855.
- Atlas der mikroskopischen pathologischen Anatomie. Voss, Leipzig 1854.
- Grundriß der Encyclopädie und Methodologie der Medicin .... Mauke, Jena 1857.
- Die Missbildungen des Menschen. Mauke, Jena 1861 (Digitalisat).